# レモネードダイエット

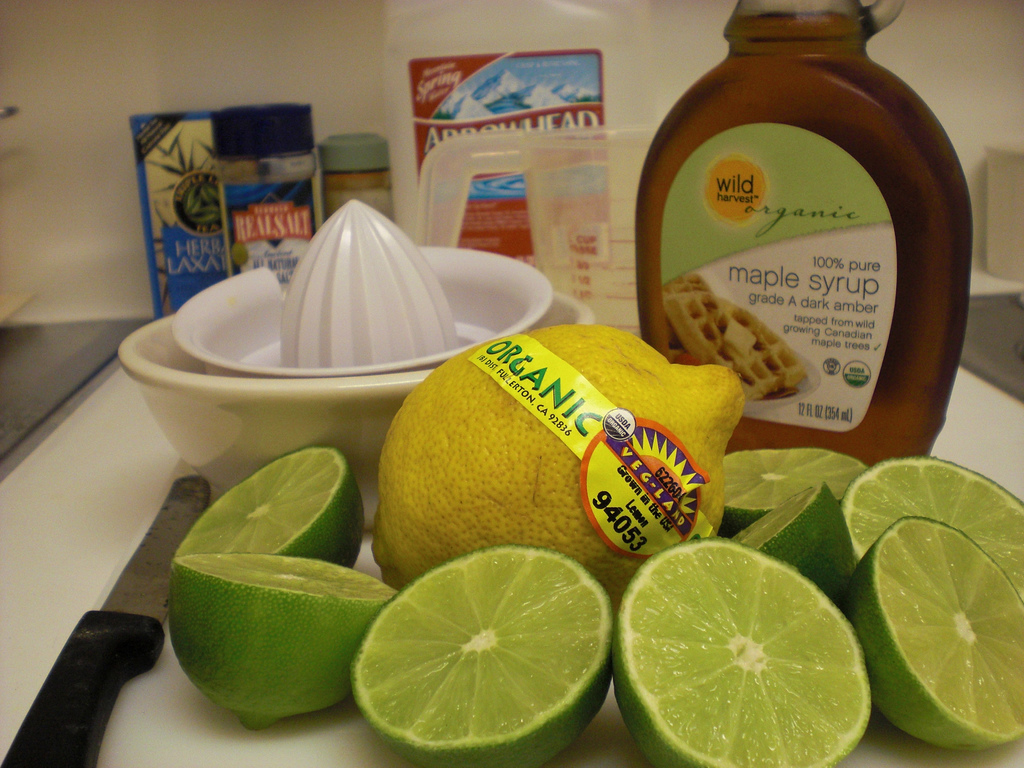
レモネードダイエットの一種、マスタークレンズで使用する食材

レモネードダイエット（Lemonade Diet）、マスタークレンズ（Master Cleanse）、またはレモンデトックス（Lemon Detox）として知られる健康法は、ジュース・ファスト（ジュース断食）と呼ばれる断食、半断食法の一種である。栄養源としてレモネードのみを飲用し、食事はとらず、毎朝の塩水の大量飲用、ハーブティーの飲用などを行う。
この健康法の支持者は、デトックス効果があり、余分な体脂肪を落とす痩身法であるとする。この方法は、一時的な体重の減少以外には、デトックス効果を含めいかなる効果も科学的な証拠はない。短期的な実践と長期的な実践では、異なった害がある。短期的には、飢餓感、吐き気、めまい、脱水症があり、長期的には筋肉量の低下として現れる。

## 起源
アメリカ人のスタンリー・バロー（Stanley Burroughs）が考案した方法で、1940年代に初版を著し、1976年に改訂版を執筆した「The Master Cleanser」と「Healing for the Age of Enlightenment」が起源と考えられている。元々は潰瘍の治療法として考案されたものである。

## 方法
レモネードにメープルシロップとカイエンペッパーを加えたものを飲用し、食事はとらない。これに整腸作用を目的としたハーブティーや、毎朝1リットルの生理食塩水を飲用する腸内洗浄法であるとされるソルトウォーターフラッシュ（Salt Water Flush、ソルトウオーターバッシングとも）を組み合わせて行う。

## 批評
栄養学者のジェーン・クラーク（Jane Clark）は、この方法には必要な栄養素が欠けていることを指摘している。すなわち、タンパク質、ビタミン、ミネラルの不足である。推定エネルギー必要量に不足するカロリーを含めたこれらの栄養素の欠乏により、個人差はあるものの頭痛やその他の様々な症状が短期的に現れ、長期的にはより大きな害をもたらす可能性があるとしている。2004年にマスタークレンズの改訂に係わったピーター・グリックマン（Peter Glickman）は、初期のつらさと8日目以降の落ち着いた心境を語っているが、単に飢餓の初期症状ではないかと指摘されている。オーストラリア栄養士協会（Dietitians Association of Australia）は、最悪の痩身法として2011年から2013年の3年間、この方法を選出している。
痩身方法としては非常に一時的で、中止すると容易にリバウンドが発生して体重が戻ってしまう。栄養士のケリー・グラスマン（Keri Glassman）は、この種の方法は中止した後に体重が増える「保証書付き」の痩身法であるとしている（事例：デトックスを目的として2013年に行った歌手のイ・ヒョリは、この方法では体重が戻ってしまうことを指摘している）。成功例としてビヨンセが知られているが、この方法で減量したドリームガールズの撮影中ビヨンセは強い飢餓感を感じて苛立ち、撮影が完了すると興奮してクリスピー・クリーム・ドーナツ1ダースを食べたと語り、体重も程なく元に戻っている。
日本では2015年ごろから流行し、その道のプロが記事を執筆するとしている生活情報サイトAll Aboutで、エステティシャン・ダイエット商材販売会社社長の土井千春が推奨する記事を書いていた。2016年にNHKがその危険性を特集、NHKの取材に筑波大学の徳田安春客員教授は、「これだけ大量の水分と塩分をとった場合、胃と腸が急激に膨れるので耐えきれず吐いてしまう。場合によっては、胃と食道のあいだの粘膜が切れて大量に出血し、吐き出してショック状態に陥ることもありえます。もしその人の心臓や腎臓、肝臓の機能が落ちていた場合は、心不全や呼吸不全、腎不全、あるいはおなかに水がたまる、全身がむくんでしまうといった副作用のおそれがある」と指摘した。NHKの報道の後、All Aboutの記事は削除された。

## 影響
大韓民国では、2014年の果物消費にこの方法を含むデトックス目的が影響を与えたとみられており、ロッテマートのレモンの売り上げは前年比180.1%となった。